# Wang Shishen

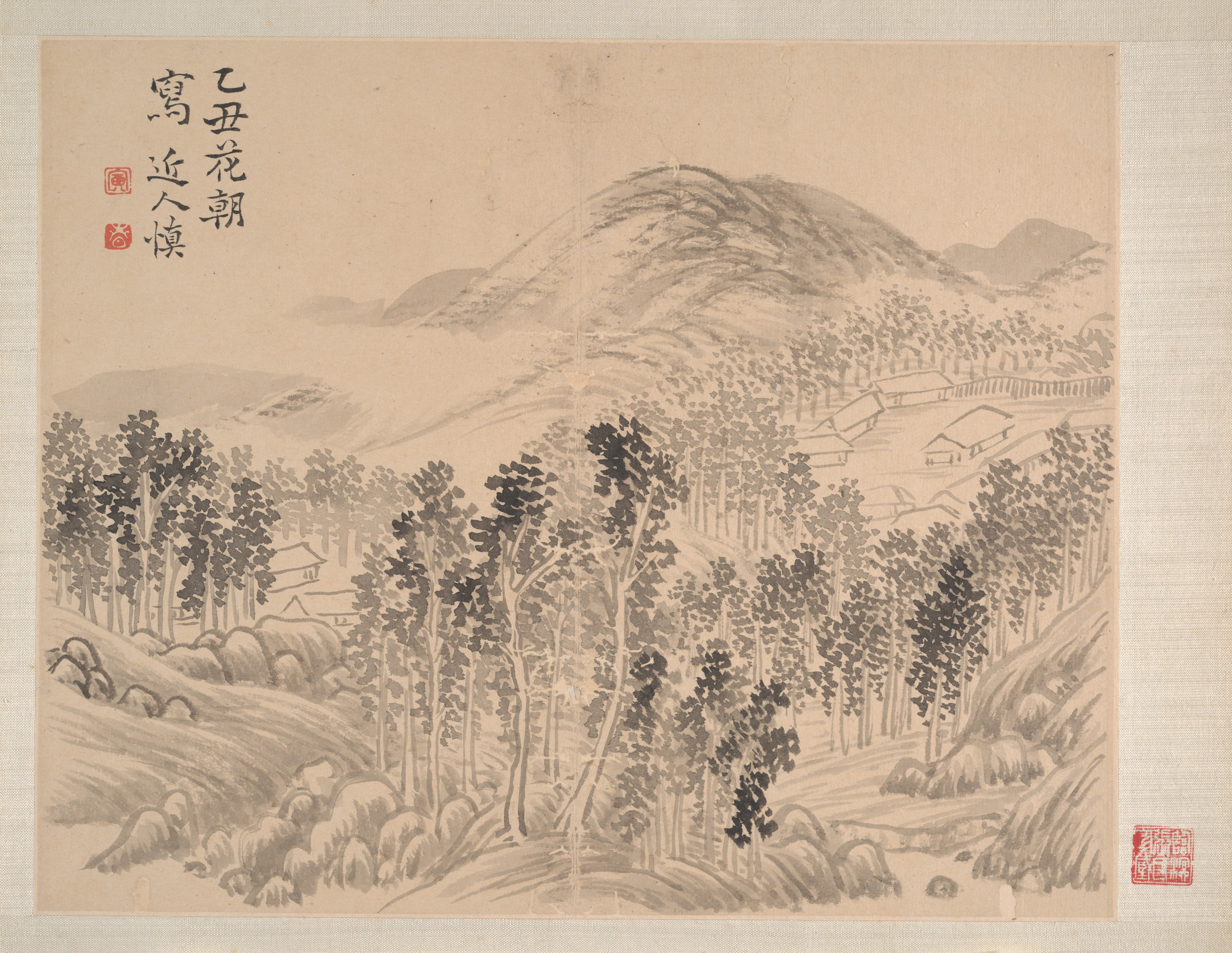
Albumblad met gewassen inkt en kleur op papier (1745)

Wang Shishen (汪士慎; 1686–1759) was een Chinees kunstschilder, kalligraaf en zegelsnijder die actief was tijdens de vroege Qing-periode. Zijn omgangsnaam was Jinren (近人) en zijn artistieke namen Chaolin (巢林) en Xidong Waishi (溪東外史).

## Biografie
Wang Shishen werd in 1686 geboren in Xiuning, een plaats in de provincie Anhui. Hij groeide op in een arme familie en wist rond te komen met de verkoop van zijn schilderijen. Hij bekwaamde zich in het schilderen van mensen, maar was vooral bekend om zijn bloemschilderingen.
Wang en zijn vriend Jin Nong (1687–ca. 1764) staan te boek als twee van de grootste schilders van pruimenbloesem in de Chinese schilderkunst. Beiden behoren tot de canon van de Acht Excentriekelingen van Yangzhou; een groep tijdgenoten die orthodoxe ideeën over de schilderkunst verwierpen ten bate van een eigen expressieve stijl.
- Gemeinsame Normdatei: 1205413901
- International Standard Name Identifier: 0000 0000 8251 876X
- Library of Congress Control Number: n81128658
- Nationale bibliotheek van Australië: 36607930
- Nederlandse Thesaurus van Auteursnamen: 140096191
- Trove: 1324609
- Virtual International Authority File: 65336279
- WorldCat: E39PBJv8KbVp7Tj97xVjgdDQbd